# Lillsjön (Almunge socken, Uppland)
Lillsjön är en sjö i Uppsala kommun i Uppland och ingår i Norrströms huvudavrinningsområde.